# Bárrio (Alcobaça)
Bárrio é uma povoação portuguesa sede da Freguesia de Bárrio do Município de Alcobaça, freguesia com 15,01 km² de área e 1411 habitantes (censo de 2021), tendo, por isso, uma densidade populacional de 94 hab./km².
A Freguesia de Bárrio foi constituída a 29 de maio de 1933, sendo até então um território da freguesia de Cela. Foi criada pelo decreto nº 22.594, de 29/05/1933, com lugares desanexados da freguesia de Cela.
A freguesia conta com várias coletividades que se empenham na difusão das vertentes desportivas e culturais: a União Recreativa do Bárrio, associação de Monte de Bois, Associação de Cultura e Desporto de Pedralhos, Associação Desportiva do Pinhal Fanheiro e Grupo Desportivo de Mendalvo.
No que diz respeito à educação, os alunos têm ao seu dispor uma escola do 1.º ciclo do ensino básico com quatro salas de aula. As escolas de Monte de Bois e de Valbom encontram-se desativadas.

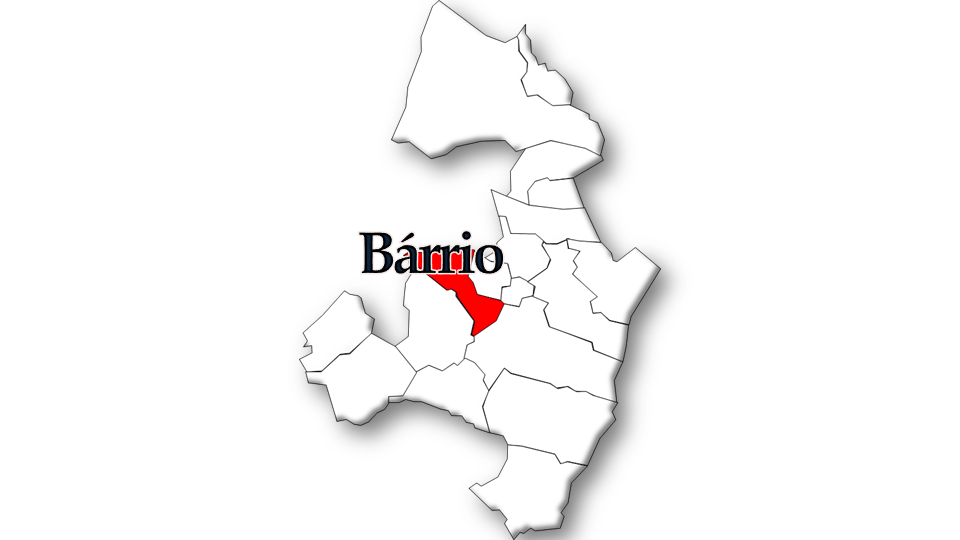
Localização da Freguesia de Bárrio no Município de Alcobaça

## Demografia
A população registada nos censos foi:
| Distribuição da População por Grupos Etários | Distribuição da População por Grupos Etários | Distribuição da População por Grupos Etários | Distribuição da População por Grupos Etários | Distribuição da População por Grupos Etários |
| -------------------------------------------- | -------------------------------------------- | -------------------------------------------- | -------------------------------------------- | -------------------------------------------- |
| Ano                                          | 0-14 Anos                                    | 15-24 Anos                                   | 25-64 Anos                                   | > 65 Anos                                    |
| 2001                                         | 262                                          | 218                                          | 888                                          | 339                                          |
| 2011                                         | 201                                          | 155                                          | 809                                          | 358                                          |
| 2021                                         | 131                                          | 152                                          | 712                                          | 416                                          |

## Atividades Económicas
Bárrio tem deixado pouco a pouco o seu potencial agrícola, possuindo, neste momento, algumas indústrias, na sua maioria cerâmica.

## Locais de Interesse
A estação Arqueológica de Parreitas e o Museu Monográfico, a visitar na sede da Junta de Freguesia.